# Ahmad Muazzam Shah

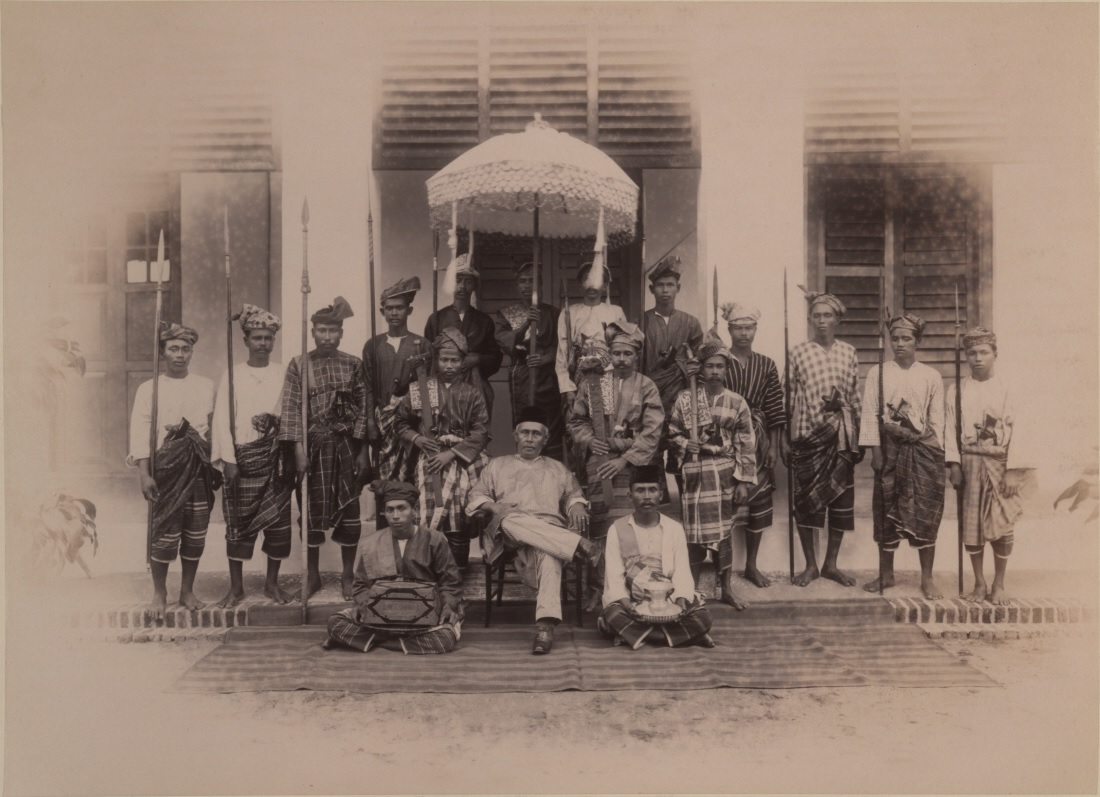
Sultan Ahmad al-Muadzam Shah und seine persönlichen Bediensteten, 1897.

Sultan Ahmad Al-Mu’azzam Shah Ibni Al-Marhum Bendahara Sri Maharaja Tun Ali (arabisch أحمد المعظم شاه; voller Titel: ,Kebawah Duli Yang Maha Mulia, Paduka Seri Baginda, Sultan, Ahmad Al-Mu’azzam Shah Ibni, Al-Marhum Bendahara Sri Maharaja, Tun Ali, geb. 23. Mai 1836; gest. 9. Mai 1914) war der sechste Raja Bendahara von Pahang und der Gründer und erste moderne Herrscher des Sultanats Pahang. Bis zu seiner Machtergreifung war er Tun Wan (Prinz) Ahmad. Er war in verschiedene Kriege verwickelt und arrangierte sich letztendlich mit den britischen Straits Settlements, woraufhin die Federated Malay States entstanden.

## Leben

### Jugend
Wan Ahmad wurde am 23. Mai 1836 in Pulau Maulana, Pekan geboren. Er war der Sohn von Che Puan Long, einer Frau des 22. Bendahara von Johor, Tun Ali. Ein arabischer Wahrsager, Habib Abdullah ibni Omar Al-Attas sagte ihm eine große Zukunft voraus.
Wan Ahmad ist somit ein direkter Nachfahre im Mannesstamm des 13. Bendahara, Abdul Jalil Shah IV., welcher der zehnte Sultan von Johor wurde. Mit dem Regierungsantritt von Abdul Jalil wurde Pahang zum speziellen Eigentum der Bendaharas gemacht, die gleichzeitig den Staat als Vassalen des Johor-Imperiums regierten.
In der Regierungszeit von Tun Abdul Majid zerfiel das Imperium jedoch langsam und der Status von Pahang wurde von Status des Provinzialstaats (Tanah Pegangan) in ein Lehen (Tanah Kurnia) umgewandelt, woraufhin der regierende Bendahara den Titel Raja Bendahara ('König-Großwesir') annahm. Erst 1853, als sein Vater Tun Ali in Pahang regierte, erklärte der Fürst formell die Unabhängigkeit.
Wan Ahmad erhielt am Hof Privatunterricht und erhielt früh Kuantan und Endau als eigenes Lehen von seinem Vater. Als sein Bruder Tun Mutahir an die Macht kam, wollte er ihm diese Kompetenzen jedoch wieder entziehen (1857).

### Bürgerkrieg
Der Streit über die Territorien von Kuantan und Endau führte dazu, dass Wan Ahmad seinen Bruder in der Regierung behinderte. Die Spannungen zwischen den zwei Brüdern eskalierten in einem bitteren Bürgerkrieg, kurz nach dem Tod ihres Vaters 1857. Der ältere, Tun Mutahir, wurde von Johor im Süden unterstützt und von den britischen Straits Settlements, die zu der Zeit auch gegen das siamesische Rattanakosin Kingdom kämpften.
Wan Ahmad, der zu dieser Zeit 22 Jahre alt war, erhielt Hilfe von den Terengganu, einem malaiischen Sultanat im Norden, sowie den Siamesen. Beide Parteien, deren auswärtige Unterstützer jeweils auch eigene Ziele verfolgten, führten hauptsächlich kleine Überfälle und Hinterhalte aus und lieferten sich von Zeit zu Zeit Scharmützel in der Nähe von Befestigungsanlagen entlang der ausgedehnten Flusssysteme von Pahang. Siamesische Schiffe, die 1862 zur Unterstützung von Wan Ahmad entsandt worden waren, wurden von britischen Kanonenbooten versenkt. Der Krieg ließ nach, bald nachdem Wan Ahmads Truppen die Kontrolle über zahlreiche wichtige Städte und Regionen im Landesinneren errungen hatten und letztlich die Hauptstadt Pekan einnahmen. Tun Mutahir zog sich nach Temai zurück und im Mai 1863 floh er nach Kuala Sedili, wo er zusammen mit seinem Sohn Wan Koris verstarb.
Ahmad verdankte seinen Sieg im Krieg zum großen Teil seinen herausragenden Fähigkeiten als Kommandant in den Schlachten. Als Sieger wurde er von seinen Chiefs mit dem Titel Bendahara Siwa Raja Tun Ahmad ausgezeichnet. Tun Ahmad nahm daraufhin den Titel Sri Paduka Dato' Bendahara Siwa Raja Tun Ahmad an. Der neue Raja Bendahara vollendete seinen Sieg durch den Erlass einer Amnestie gegenüber denjenigen Chiefs und Personen, die seinen Feinden geholfen hatten. Er belohnte auch die reichen Geschäftsleute, die ihn finanziell unterstützt hatten, indem er ihnen das staatliche Salz und Opium-Monopol verpachtete.
Die folgenden Kriege, in denen das Land verwüstet wurde, hatten zur Folge, dass die herrschende Klasse und die territorialen Chiefs gespalten waren und sich zu verschiedenen Parteien hielten. In den ersten Jahren seiner Regierung versank Pahang in Unruhen, denn die überlebenden Söhne von Tun Mutahir, die noch in Selangor lebten, versuchten wiederholt ihn zu stürzen. Letztendlich wurde Pahang an entscheidender Stelle in den Bürgerkrieg von Selangor (Klang War) verwickelt. 1881 versuchte Tun Wan Ahmad seinem Machtverlust in Pahang und in den westlichen Malayischen Staaten zu begegnen, indem er den Titel Sultan Ahmad al-Muazzam Shah annahm und von seinen Chiefs zwei Jahre später proklamiert wurde. Dieses Ereignis markierte eine Wiederbelebung von Pahang als Sultanat nach mehr als zwei Jahrhunderten der Union mit der Krone von Johor. Ahmad erhielt 1887 die formale Anerkennung des Straits Settlements im Austausch für die Unterzeichnung eines Vertrags mit den Briten, woraufhin er einen britischen Agenten an seinem Hof aufnehmen musste.

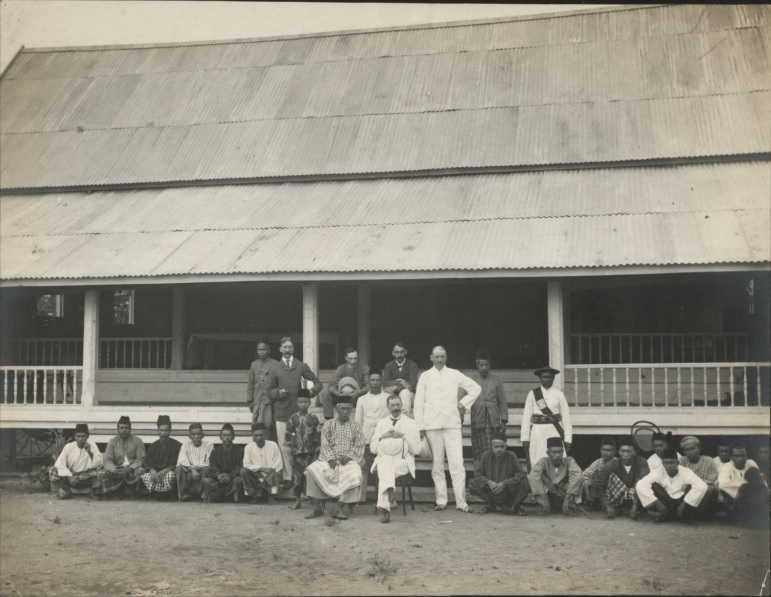
Sultan Ahmad al-Muadzam Shah mit dem Acting Resident of Pahang, Frederic Duberly, ca. 1902.

Während seiner Regierungszeit kam Pahang immer stärker unter den Einfluss der britischen Kolonialisten. Mit der Zeit wurde durch den Residing British Agent immer stärker Druck auf den Sultan ausgeübt, den Staat nach britischen Idealen von „gerechter Herrschaft“ und Modernisierung zu führen. In der Wirklichkeit führte dies jedoch dazu, dass es im Staat zwischen den traditionellen Chiefs und den Briten zu brodeln anfing. Die Briten überzeugten Ahmad letztendlich 1888, seinen Staat unter das Britische Protektorat zu stellen und John Pickersgill Rodger wurde als Pahangs erster Resident berufen. Der Aufbau einer State Administration begann mit der Schaffung eines Supreme Court (Oberstes Gericht), einer Polizei und eines State Council. 1895 unterzeichnete der Sultan einen Treaty of Federation (Vertrag des Bundes), womit die Federated Malay States geschaffen wurden. Er übertrug 1909 seine exekutiven und seine Verwaltungsbefugnisse auf seinen ältesten Sohn Tengku Long Mahmud, behielt seine Position und seine Titel als Staatsoberhaupt aber bis zu seinem Tod 1914.

## Familie
Frauen:
- Cik Besar Yang Atur binti Abdullah
- Cik Amah binti Jamut
- Engku Besar of Terengganu
- Tengku Ampuan Tua Tun Besar Fatima bt Tun Muhammad
- Che' Ungku Pah binti Dato' Temenggong Sri Maharaja Tun Ibrahim
- Encik Besar Zubaida bt Abdullah (Tan Lai Kim)
- Cik Hajjah Fatima binti Haji Muhammad Talib
- Cik Kusuma binti Tok Minal Daeng Koro
- Cik Santoma
- Cik Wan Mandak Kiri
- Cik Halima
- Cik Bakai
- Cik Mah binti Awang Tukang
- Cik Maimuna
- Cik Fatima Selat

Kinder:
Tengku Long, Tun Muda Besar, Tengku Long Mahmud, Tun Salama, Tengku Ali, Tengku Dalam, Tengku Abdullah, Tengku Nong Fatima, Tengku Sulaiman, Tengku Jusoh, Tengku Hajjah Kalsum, Tengku Umar, Tengku Hajjah Mariam, Tengku Muhammad.

## Auszeichnungen
- 1902: Honorary Knight Commander des Order of St Michael and St George (KCMG)